# 중앙아프리카 공화국의 로마 가톨릭 교구 목록
중앙 아프리카 공화국의 로마 가톨릭 교구는 1개 관구에 1개관구장좌대교구와 8개 일반교구로 구성된다

## 교구

### 방기 관구(Province of Bangui)
- 방기 관구장좌 대교구( Archdiocese of Bangui)
  - 알린다오 교구( Diocese of Alindao)
  - 밤바리 교구( Diocese of Bambari)
  - 방가수 교구( Diocese of Bangassou)
  - 베르베라티 교구( Diocese of Berbérati)
  - 보상고아 교구( Diocese of Bossangoa)
  - 부아르 교구( Diocese of Bouar)
  - 카가-방도로 교구( Diocese of Kaga-Bandoro)
  - 음바이키 교구(Diocese of Mbaïki)